# 民主平和統一諮問会議
民主平和統一諮問会議（みんしゅへいわとういつかいぎ）は、大韓民国の政府組織。

## 概要
大韓民国憲法(憲法第10号)第92条に基づき、民主平和統一に関する政策を超党派・国民的コンセンサスのもとで策定・推進するために創設された、大統領直属の統一諮問機関となっている。
議長は、大韓民国大統領が就任することとなっている。2025年現在の議長は、大統領である李在明（第21期 2025年6月4日～2030年6月4日）。会議の構成は、常任委員会と地域会議に分かれており、地域会議には大韓民国外の地域会議も含まれる。日本国内にも、東部・中部・近畿・西部の4つの地域会議が設けられている。

## 沿革
- 1980年10月27日 - 前身となる平和統一政策諮問会議が設置される。
- 1987年10月28日 - 民主平和統一諮問会議に機関名変更。

## 不祥事
- 2020年、国政監査を通じて共に民主党の金栄珠委員が、業務用コンピューターネットワークから共用USBメモリに保存した資料すべてをリスト化して提出するよう要求。しかし、約2万件にリストにはわいせつ動画やゲーム、音楽を連想させるタイトル名が多数含まれていた。これは諮問会議の職員が会議のコンピューターネットワークを利用して職務に関係のないデータを収集していたことを示すものであり問題化した[3]。